# Ducy-Sainte-Marguerite
Ducy-Sainte-Marguerite – miejscowość i gmina we Francji, w regionie Normandia, w departamencie Calvados.
Według danych na rok 1990 gminę zamieszkiwało 145 osób, a gęstość zaludnienia wynosiła 40 osób/km² (wśród 1815 gmin Dolnej Normandii Ducy-Sainte-Marguerite plasuje się na 741. miejscu pod względem liczby ludności, natomiast pod względem powierzchni na miejscu 998.).